# Adam Sedgwick

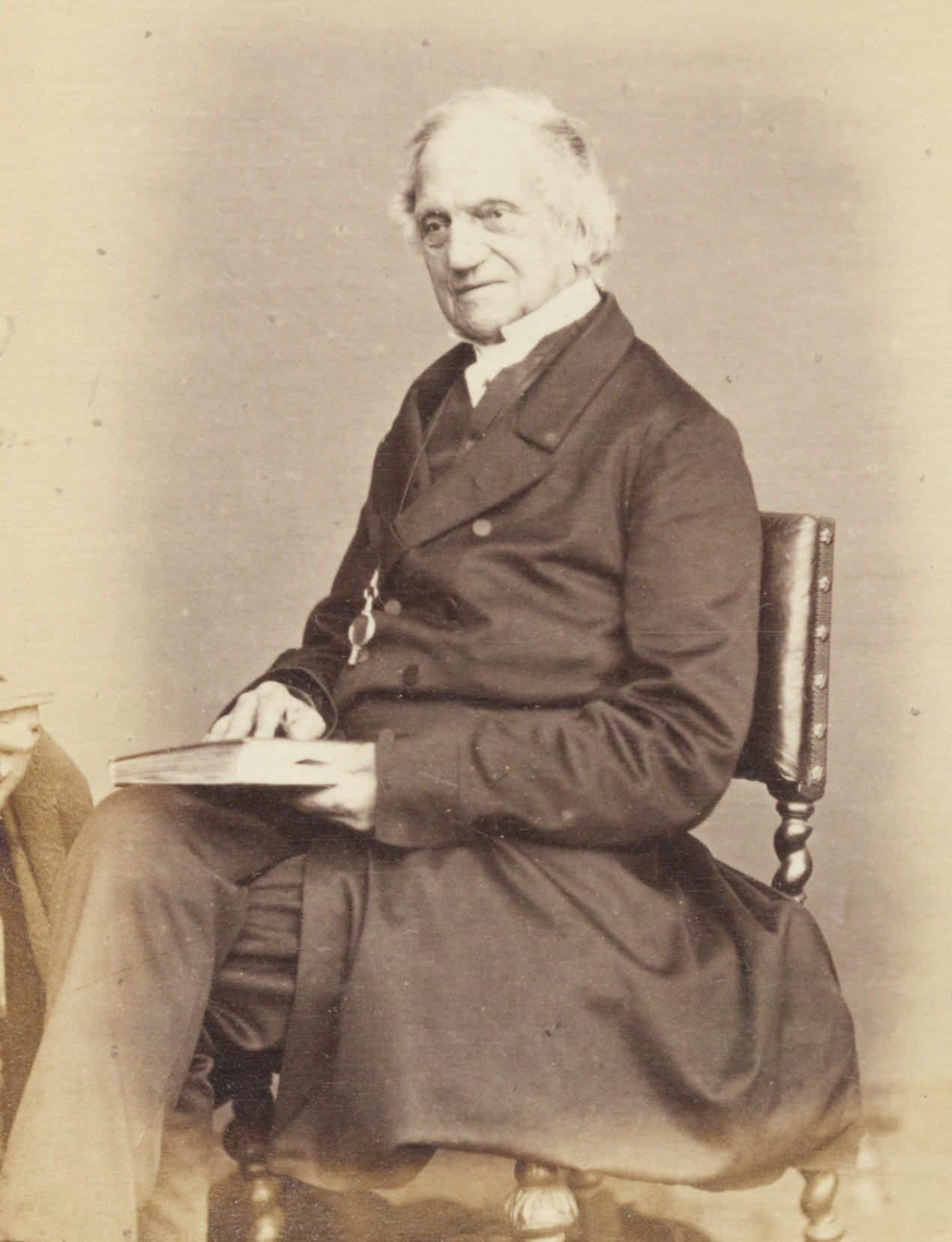
Adam Sedgwick, Albuminpapierabzug einer Fotografie von Ernest Edwards (1837–1903), um 1863

Adam Sedgwick (* 22. März 1785 in Dent, Yorkshire; † 27. Januar 1873 in Cambridge) war einer der Begründer der modernen Geologie. Er schlug sowohl die Devon- als auch die Kambrium-Periode als Bestandteile für eine geologische Zeitskala vor. Der letztere Vorschlag basierte auf den stratigraphischen Forschungen, die er in Wales vorgenommen hatte.

## Leben und Wirken
Sedgwick war das dritte der sieben Kinder von Richard Sedgwick (1736–1828), dem örtlichen Vikar, und dessen zweiter Frau Margaret Sturgis (um 1752–1820). Er besuchte zunächst die Grammar School in seinem Geburtsort Dent. 1801 wurde an die Grammar School in Sedbergh geschickt. Am 18. November 1803 wurde Sedgwick als „Sizar“ für das Studium am Trinity College in Cambridge zugelassen. Bevor er dort zum Wintersemester (Michaelmas) sein Studium begann, wurde Sedgwick im Sommer 1804 vom Arzt und Mathematiker John Dawson (1734–1820) unterrichtet.
1810 wurde er dort Assistent. Ab 1818 war Sedgwick Woodwardian Professor of Geology. Im gleichen Jahr wurde er zum Geistlichen der anglikanischen Kirche geweiht. In Cambridge wirkte er mit an Reformen, die die Universität zu einer modernen Bildungs- und Forschungseinrichtung machen sollten. Mit John Stevens Henslow war er 1819 auf einer geologischen Exkursion. Mit ihm und Edward Daniel Clarke gründete Sedgwick im gleichen Jahr die Cambridge Philosophical Society.
1834 wurde er Domherr (Prebendary) der Kathedrale von Norwich; diese Funktion nahm er neben seinen Universitätsämtern bis zu seinem Tod wahr. 1845 wurde er stellvertretender Rektor des Trinity College.
Sedgwick fand seine letzte Ruhestätte in der Trinity College Chapel in Cambridge.

### Sedgwick und Darwin
An Charles Darwin, den Sedgwick im August 1831 vor dessen Reise mit der Beagle in Geologie unterwiesen hatte, schrieb er 1859 nach dem Erscheinen von On the Origin of Species (Über die Entstehung der Arten):

“If I did not think you a good tempered and truth-loving man I should not tell you that … I have read your book with more pain than pleasure. Parts of it I admired greatly; parts I laughed at till my sides were almost sore; other parts I read with absolute sorrow; because I think them utterly false and grievously mischievous. You have deserted – after a start in that tram-road of all solid physical truth – the true method of induction […]”

„Hielte ich Sie nicht für einen so anständigen und wahrheitsliebenden Mann, würde ich es Ihnen nicht sagen … aber ich habe Ihr Buch mit mehr Unbehagen als Wohlgefallen gelesen. Manche Stellen beeindruckten mich zutiefst; an anderen lachte ich, bis ich fast Seitenstechen bekam; wieder andere Stellen las ich mit großer Sorge, da ich sie für vollkommen falsch und bedenklich irreführend halte. Sie haben – nachdem Sie in diesem Gleis solider naturwissenschaftlicher Wahrheit begonnen hatten – die wahre Methode der Induktion verlassen […]“

## Ehrungen
1818 wurde Sedgwick Mitglied („Fellow“) der Geological Society of London, deren Präsident er von 1829 bis 1831 war und die ihn 1851 mit der Wollaston-Medaille ehrte. Am 1. Februar 1821 wurde Sedgwick als Mitglied („Fellow“) in die Royal Society gewählt, die ihm 1863 die Copley-Medaille verlieh. 1844 wurde er in die American Academy of Arts and Sciences und 1858 als korrespondierendes Mitglied in die Académie des sciences gewählt.
Er ist Namensgeber für den Sedgwick-Gletscher auf der Alexander-I.-Insel in der Antarktis.

## Schriften (Auswahl)
Bücher
- A syllabus of a course of lectures on geology. Cambridge 1821.
  - 3. Auflage. Cambridge 1837 (Digitalisat).
- A discourse on the studies of the University of Cambridge. Cambridge 1833 (Digitalisat).
  - 5. Auflage. J. W. Parker, London 1850 (Digitalisat).
- A synopsis of the classification of the British Palæozoic rocks […]. John W. Parker and Son, London 1855 (Digitalisat).

Zeitschriftenbeiträge
- On the physical structure of those formations which are immediately associated with the primitive ridge of Devonshire and Cornwall. In: Transactions of the Cambridge Philosophical Society. Band 1, 1822, S. 89–146 (Digitalisat).
- On the physical structure of the Lizard district in the county of Cornwall. In: Transactions of the Cambridge Philosophical Society. Band 1, 1822, S. 291–330 (Digitalisat).
- On the geology of the Isle of Wight. In: Annals of Philosophy. Neue Folge, Band 3, 1822, S. 329–355 (Digitalisat).
- On the origin of alluvial and diluvial formations. In: Annals of Philosophy.:
  - Neue Folge, Band 9, 1825, S. 241–257 (Digitalisat).
  - Neue Folge, Band 10, 1825, S. 18–43, (Digitalisat).
- [Address to the Geological Society.] In: Proceedings of the Geological Society of London. Band 1, 1834, S. 187–212 (Digitalisat).
- Address to the Geological Society, delivered on the evening of the 18th of february 1831 […] on retiring from the president’s chair. In: Proceedings of the Geological Society of London. Band 1, 1834, S. 281–316 (Digitalisat).

- On the geological relations and internal structure of the Magnesian Limestone, and the lower portions of the New Red Sandstone Series in their range through Nottinghamshire, Derbyshire, Yorkshire, and Durham, to the southern extremity of Northumberland. In: Transactions of the Geological Society of London. 2. Folge, Band 3, 1835, S. 37–124 (Digitalisat, doi:10.1144/transgslb.3.1.37).
- A sketch of the structure of the Eastern Alps; with sections through the newer formations on the northern flanks of the chain, and through the Tertiary deposits of Styria, &c. &c. In: Transactions of the Geological Society of London. 2. Folge, Band 3, 1835, S. 37–124 (Digitalisat, doi:10.1144/transgslb.3.2.301) – mit Roderick Impey Murchison.
- Remarks on the structure of large mineral masses, and especially on the chemical changes produced in the aggregation of stratified rocks during different periods after their depositions. In: Transactions of the Geological Society of London. 2. Folge, Band 3, 1835, S. 461–486 (Digitalisat, doi:10.1144/transgslb.3.3.461).
- On the physical structure of Devonshire, and on the subdivisions and geological relations of its older stratified deposits, &c. In: Transactions of the Geological Society of London. 2. Folge, Band 5, 1836, S. 633–703 (Digitalisat, doi:10.1144/transgslb.5.3.633) – mit Roderick Impey Murchison.
- Introduction to the general structure of the Cumbrian Mountains; with a description of the great dislocations by which they have been separated from the neighbouring Carboniferous Chains. In: Transactions of the Geological Society of London. 2. Folge, Band 4, 1836, S. 47–68 (Digitalisat, doi:10.1144/transgslb.4.1.47).
- On the physical structure of Devonshire, and on the subdivisions and geological relations of its older stratified deposits, &c. In: Transactions of the Geological Society of London. 2. Folge, Band 5, 1837, S. 633–706 (Digitalisat, doi:10.1144/transgslb.5.3.633) – mit Roderick Impey Murchison.
- A synopsis of the English series of stratified rocks inferior to the Old Red Sandstone. In: Proceedings of the Geological Society of London. Band 2, 1838, S. 675–685 (Digitalisat).
  - [Supplement].In: Proceedings of the Geological Society of London. Band 3, 1842, S. 545–554 (Digitalisat).
- On the distribution and classification of the older paleozoic deposits of the North of Germany and Belgium and their comparison with formation of the some age in the British Isles. In: Transactions of the Geological Society of London. 2. Folge, Band 6, 1841, S. 221–301 (Digitalisat, doi:10.1144/transgslb.6.2.221) – mit Roderick Impey Murchison.
- [Review of] Vestiges of the natural history of creation. In: The Edinburgh review. Band 82, Edinburgh 1845, S. 1–85 (Digitalisat) – anonym.
- On the older Palaeozoic (Protozoic) rocks of North Wales. In: The Quarterly journal of the Geological Society of London. Band 1, 1845, S. 5–22 (Digitalisat, doi:10.1144/GSL.JGS.1845.001.01.02).
- On the classification and nomenclature of the Lower Palaeozoic rocks of England and Wales. In: The Quarterly journal of the Geological Society of London. Band 8, 1852, S. 136–168 (Digitalisat).
- On the May Hill Sandstone and the Palaeozoic System of England. In: The London, Edinburgh and Dublin philosophical magazine and journal of science. 4. Folge, Band 8, 1954, S. 301–317, 359–370 (Digitalisat).

Sonstige
- Three letter upon the geology of the Lake District addressed to W. Wordsworth, Esq. In: John Hudson (Hrsg.) A complete guide to the Lakes, comprising minute directions for the tourist. Hudson and Nicholson, Kendal 1842 (Digitalisat).
  - Geology of the Lake District, in four letters addressed to W. Wordsworth, Esq. In: John Hudson (Hrsg.) A complete guide to the Lakes, comprising minute directions for the tourist. 3. Auflage, J. Hudson, Kendal 1846, S. 163–238 (Digitalisat).
  - Geology of the Lake District, in letters addressed to W. Wordsworth, Esq. In: John Hudson (Hrsg.) A complete guide to the Lakes, comprising minute directions for the tourist. 4. Auflage, John Hudson, Kendal 1853, S. 167–258 (Digitalisat).